# Arthur B. Langlie
Arthur Bernard Langlie (25 juillet 1900 à Lanesboro, Minnesota - 24 juillet 1966) est maire de la ville de Seattle de 1938 à 1940. Il est également gouverneur de l'État de Washington de 1941 à 1945 et de 1949 à 1957. Il s'agit du seul maire de Seattle à avoir été également gouverneur de l'État de Washington.